# 29725 Mikewest
29725 Mikewest è un asteroide della fascia principale. Scoperto nel 1999, presenta un'orbita caratterizzata da un semiasse maggiore pari a 3,0651048 UA e da un'eccentricità di 0,1067896, inclinata di 2,38898° rispetto all'eclittica.
L'asteroide è dedicato all'astronomo amatoriale Michael West.